# Patrick Weber
Patrick Weber (Brussel, 10 maart 1966) is een Belgische kunsthistoricus, auteur van onder meer historische romans, journalist en scenarist.
Hij werkt ook voor de Franstalige radio en televisie.
Weber schreef sinds 1997 circa dertig historische werken en sinds 1999 ruim twintig romans, waaronder de reeksen Pieter Linden (1999-2008), Apollonios (1999-2002) en Série les Racines de l’Ordre Noir (2007-2013).
In 2011 kreeg hij de Prix du Roman d'Aventures voor zijn boek L'aiglon ne manque pas d'aire.
Weber schreef de scenario's voor onder meer de stripreeks Arthur en de Minimoys over Arthur en de Minimoys in 2006-2007, voor het achttiende verhaal van Lefranc getiteld De blauwe mummie in 2007 en voor verschillende verhalen van Alex in de periode 2007-2009.
Hij werd in 2007 de vaste scenarist van de stripreeks Loïs. In de periode 2011-2015 trad Weber op als scenarist van de door Christophe Simon bedachte reeks Sparta.